# انفجار بازار سورمالو
روز ۱۴ اوت ۲۰۲۲ انفجاری در مرکز خرید سورمالو (ارمنی: Պայթյուն «Սուրմալու» առևտրի կենտրոնում) در ایروان به وقوع پیوست. این بازار در جنوب شهر ایروان، پایتخت ارمنستان واقع شده‌است. در این انفجار ۱۶ تن کشته‌شده‌اند و تعداد مجروح و ۱۶ تن نیز هنوز مفقود می‌باشند
به گزارش پایگاه خبری وزارت وضعیت‌های اضطراری ارمنستان، شش اکیپ رزمی تیم‌های آتش‌نشانی و امدادی، عوامل مرکز مدیریت بحران کشور و یک روان‌شناس کشیک به محل انفجار اعزام شده‌اند.
روزهای ۱۷ و ۱۸ اوت ۲۰۲۲ در جمهوری ارمنستان و جمهوری آرتساخ، عزای عمومی اعلام شده‌است.

## اسامی جانباختگان
- میساک مارگاریان[۱۱][۱۲] ارمنی: Միսակ Մարգարյան (زاده ۱۹۶۴)
- جما نازاریان[۱۳][۱۴] ارمنی: Ջեմմա Նազարյան (زاده ۱۹۶۰)
- آناهید مخیتاریان[۱۵][۱۶] ارمنی: Անահիտ Մխիթարյան (زاده ۱۹۶۷)
- گایانه آوتیسیان[۱۷][۱۸] ارمنی: Գայանե Ավետիսյան (زاده ۱۹۶۶)
- وارطان کوچاریان[۱۹][۲۰] (زاده 1960) Vardan Kocharyan
- آناهید خالاتیان[۲۱][۲۲] *[۲۳] (زاده) Anahit Khalatyan

## واکنش‌ها
- ایالات متحده آمریکا
- چین
- گرجستان
- ترکیه
- روسیه
- ایران[۲۴]
- اتحادیه اروپا[۲۵]